# Paul Roscher

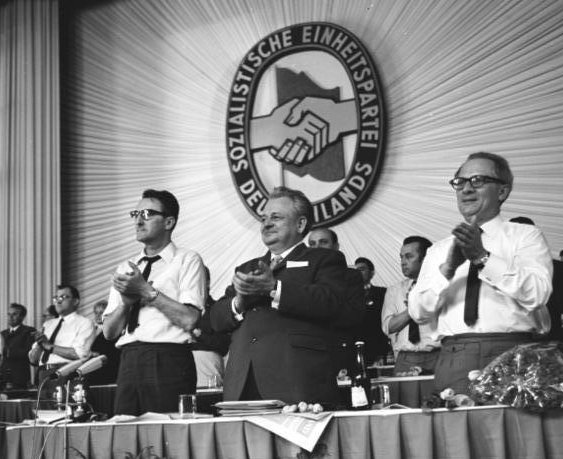
Roscher (Mitte) auf einer Bezirksdelegiertenkonferenz der SED neben Erich Honecker (1971)

Paul Roscher (* 17. September 1913 in Pockau; † 24. August 1993) war ein deutscher KPD- und SED-Funktionär.

## Leben
Roscher wurde als Sohn des späteren KPD-Funktionärs und Reichstagsabgeordneten Max Roscher geboren. Nach dem Besuch der Volksschule machte er eine Ausbildung zum Maschinenschlosser. 1928 wurde er Mitglied des KJVD und des Deutschen Metallarbeiter-Verbandes. 1932 trat er der KPD bei. 1933 beteiligte er sich aktiv am Widerstand gegen den Nationalsozialismus, wurde 1935 verhaftet und zu zweieinhalb Jahren Zuchthaus verurteilt, anschließend Haft in einem KZ-Moorlager im Emsland. Später wurde er in das Strafbataillon 999 der Wehrmacht eingezogen und geriet in französische Kriegsgefangenschaft.
1947 kehrte er nach Deutschland (in die SBZ) zurück und wurde Mitglied der SED. Er war vorübergehend Sekretär der SED-Kreisleitung in Marienberg. Anschließend war er von 1949 bis 1952 Abteilungsleiter in der SED-Landesleitung Sachsen, dann 1952 bis 1954 Sekretär für Landwirtschaft der SED-Bezirksleitung Leipzig. 1954/1955 studierte er an der Parteihochschule „Karl Marx“ und erwarb einen Abschluss zum Diplom-Gesellschaftswissenschaftler. Nach dem Studium wurde er zunächst 1955 Sekretär für Landwirtschaft, dann 1958/1959 Zweiter Sekretär der SED-Bezirksleitung Erfurt. Von 1959 bis 1963 fungierte Roscher als Erster Sekretär der SED-Bezirksleitung Gera, von 1963 bis 1976 als Erster Sekretär der SED-Bezirksleitung Karl-Marx-Stadt. Von 1963 bis 1989 war er zudem Mitglied des ZK der SED, von 1963 bis 1981 Mitglied der Volkskammer.

## Auszeichnungen
- Orden Banner der Arbeit (1964)
- Vaterländischer Verdienstorden in Silber (1965) und in Gold (1969)
- Karl-Marx-Orden (1973)
- Ehrenspange zum Vaterländischen Verdienstorden in Gold (1978)
- Orden Stern der Völkerfreundschaft (1983)
- Verdienstmedaille der DDR
- Artur-Becker-Medaille